# مجزرة مستشفى اليمن السعيد 2024
في 9 أكتوبر 2024، شنت طائرات سلاح الجو الإسرائيلي غارة على خيام تؤوي نازحين في محيط مستشفى اليمن السعيد في مخيم جباليا شمال قطاع غزة، ما أدى لاستشهاد 17 شخصًا وجرح العشرات الآخرين.

## الضحايا
نشرت بعض وسائل الإعلام أسماء للشهداء وهم:
1. محمد سعيد صبابا
2. محمود خميس عوض
3. مصطفى ادهم محمد المقادمة
4. محمد سعود أبو العيش
5. كرم صلاح ابو ظاهر

بلال بشير الشرافي
1. ساهر فريد أبو راشد
2. انتصار رمضان الدريني
3. محمد ابراهيم بهادر
4. دعاء آمين بهادر
5. سعيد تيسير صبابا
6. سماح خضر صبابا (سالم)
7. علي ابراهيم بهادر
8. رهف احمد ابراهيم بهادر
9. امجد زياد عبد الرحمن عزيز
10. اسعد يوسف سعيد ابو هزاع
11. عثمان الخطيب